# Trofeu Zarra
El Zarra és el premi atorgat anualment pel diari esportiu Marca al màxim golejador espanyol de la Primera divisió de la Lliga espanyola de futbol. El premi s'anomena així en honor del famós jugador de l'Athletic Club de Bilbao, Telmo Zarra.
Igual que el Pitxitxi, no té en compte les actes arbitrals, sinó les apreciacions pròpies del diari Marca. Va ser atorgat per primera vegada el 2006, any en què va morir Telmo Zarra, a David Villa, que va marcar 25 gols.

## Primera divisió
| Temporada | Jugador           | Club              | Gols |
| --------- | ----------------- | ----------------- | ---- |
| 2005-06   | David Villa       | València CF       | 25   |
| 2006-07   | David Villa       | València CF       | 16   |
| 2007-08   | Dani Güiza        | RCD Mallorca      | 27   |
| 2008-09   | David Villa       | València CF       | 28   |
| 2009-10   | David Villa       | València CF       | 21   |
| 2010-11   | Álvaro Negredo    | Sevilla FC        | 20   |
| 2011-12   | Fernando Llorente | Athletic Club     | 17   |
| 2011-12   | Roberto Soldado   | València CF       | 17   |
| 2012-13   | Álvaro Negredo    | Sevilla FC        | 25   |
| 2013-14   | Diego Costa[N]    | Atlètic de Madrid | 27   |
| 2014-15   | Aritz Aduriz      | Athletic Club     | 18   |
| 2015-16   | Aritz Aduriz      | Athletic Club     | 20   |
| 2016-17   | Iago Aspas        | Celta de Vigo     | 20   |
| 2017-18   | Iago Aspas        | Celta de Vigo     | 22   |
| 2018-19   | Iago Aspas        | Celta de Vigo     | 20   |
| 2019-20   | Gerard Moreno     | Vila-real CF      | 18   |
| 2020-21   | Gerard Moreno     | Vila-real CF      | 23   |
| 2021-22   | Iago Aspas        | Celta de Vigo     | 17   |
| 2021-22   | Raúl de Tomás     | R. C. D. Espanyol | 17   |

1. ↑  En negreta, els jugadors que també guanyaren el Trofeu Pitxitxi la mateixa temporada.

### Jugadors amb més trofeus
- 4 trofeus:  David Villa i  Iago Aspas
- 2 trofeus:  Álvaro Negredo,  Aritz Aduriz i  Gerard Moreno

### Equips amb més trofeus
- 5 trofeus: València CF
- 4 trofeus: Celta de Vigo
- 3 trofeus: Athletic Club

## Segona divisió
| Temporada | Jugador          | Club                  | Gols |
| --------- | ---------------- | --------------------- | ---- |
| 2005-06   | Roberto Soldado  | Reial Madrid Castella | 19   |
| 2005-06   | Luque            | Ciudad de Murcia      | 19   |
| 2006-07   | Marcos Márquez   | UD Las Palmas         | 21   |
| 2007-08   | Yordi            | Xerez CD              | 20   |
| 2008-09   | Nino             | CD Tenerife           | 29   |
| 2009-10   | Jorge Molina     | Elx CF                | 26   |
| 2010-11   | Jonathan Soriano | FC Barcelona B        | 32   |
| 2011-12   | Iago Aspas       | RC Celta de Vigo      | 23   |
| 2012-13   | Jesé Rodríguez   | Reial Madrid Castella | 22   |
| 2013-14   | Borja Viguera    | Deportivo Alavés      | 25   |
| 2014-15   | Rubén Castro     | Reial Betis           | 32   |
| 2015-16   | Sergio León      | Elx CF                | 22   |
| 2016-17   | Roger Martí      | Llevant UE            | 22   |
| 2017-18   | Jaime Mata       | Reial Valladolid      | 33   |
| 2018-19   | Álvaro Giménez   | UD Almería            | 20   |
| 2019-20   | Stoichkov        | A. D. Alcorcón        | 16   |
| 2020-21   | Raúl de Tomás    | R. C. D. Espanyol     | 23   |
| 2021-22   | Borja Bastón     | Real Oviedo           | 22   |

1. ↑  En negreta, els jugadors que també guanyaren el Trofeu Pitxitxi la mateixa temporada.